# Папов, Сергей Иванович
Сергей Иванович Па́пов (1904—1970) — советский российский актёр театра и кино. Народный артист СССР (1958).

## Биография
Родился 18 сентября (1 октября) 1904 года в деревне Ильино (ныне Кинешемский район, Ивановская область, Россия).
В 1914—1918 годы учился в Кинешемской приходской школе. В 1917—1918 годы — рассыльный финансового отдела в Кинешме, в 1918—1919 — ученик электрика на Кинешемской электростанции, в 1919—1921 — монтёр Кинешемской телефонной станции, в 1921—1923 — рабочий на вальцах Кинешемской механической мельницы, в 1923—1924 — откатчик леса Кинешемского лесозавода.
Свою творческую деятельность начал в 1921 году актёром вспомогательного состава в Кинешемском драматическом театре имени А. Н. Островского. В 1924 году поступил в театральную студию при Ивановском пролеткульте, которая  была реорганизована в театр (позже — Рабочий театр Облпрофсовета, с 1933 — Ивановский областной драматический театр).
С 1932 года — актёр Ярославского областного драматического театра имени Ф. Г.   Волкова, с 1934 — «Молодого театра» в Воронеже (с 1938 — Воронежский областной театр им. 20-летия Ленинского комсомола, ныне — Воронежский государственный театр юного зрителя).
В 1940—1941 и 1944—1966 годы — актёр Воронежского драматического театра имени А. В. Кольцова. Оставил сцену из-за конфликта с главным режиссёром.
Во время войны (1941—1944) — организатор и художественный руководитель фронтовой бригады Воронежского Дома Красной Армии имени К. Е. Ворошилова. С 1 августа 1942 года по 10 февраля 1944 года одновременно работал художественным руководителем Воронежского театра эстрады и миниатюр.
С 1966 года жил в Московском доме Ветеранов сцены.
Умер 18 октября 1970 года в Москве (по другим источникам — в Воронеже). Похоронен на Коминтерновском кладбище.

## Семья
- супруга — Вера Георгиевна Рощина (1902—1988), актриса. Заслуженная артистка РСФСР (1956)[4].

## Звания и награды
- заслуженный артист РСФСР (1951)[5]
- народный артист РСФСР (1953)
- народный артист СССР (1958)
- заслуженный артист Кабардино-Балкарской АССР (1959)[1][6]
- медаль «За победу над Германией в Великой Отечественной войне 1941—1945 гг.» (1945)
- медаль «За доблестный труд в Великой Отечественной войне 1941—1945 гг.» (1946)
- Почётный гражданин Воронежа[7].

## Творчество

### Театр
- 1926 — «Шторм» В. Н. Билль-Белоцерковского — Братишка
- 1933 — «Любовь Яровая» К. А. Тренёва — Швандя
- «Укрощение строптивой» Шекспира — Петруччио
- «Ромео и Джульетта» Шекспира — Ромео
- «Много шума из ничего» Шекспира — Бенедикт
- 1940 — «Дачники» М. Горького — Влас
- 1948 — «Сильные духом» Д. Н. Медведева и А. Б. Гребнева — Николай Иванович Кузнецов
- 1952 — «Разлом» Б. А. Лавренёва — Артём Михайлович Годун
- 1954 — «Иван Буданцев» В. В. Лаврентьева — Иван Буданцев
- 1962 — «Ленинградский проспект» И. В. Штока — Василий Забродин
- «Парень из нашего города» К. М. Симонова — Сергей Луконин[4]
- «Оптимистическая трагедия» Вс. В. Вишневского — Вожак
- «Молодая гвардия» по А. А. Фадееву — Матвей Константинович Шульга
- «Дядя Ваня» А. П. Чехова — Михаил Львович Астров
- «Ревизор» Н. В. Гоголя — Городничий
- «Сонет Петрарки» Н. Ф. Погодина — Суходолов
- «Виринея» Л. Н. Сейфуллиной и В. П. Правдухина — Суходолов
- «От Полтавы до Гангута» И. Л. Сельвинского — Пётр I
- «Иван Рыбаков» В. М. Гусева — Иван Рыбаков

### Фильмография
- 1951 — Пржевальский — Николай Михайлович Пржевальский[1]
- 1954 — Герои Шипки — Иосиф Владимирович Гурко
- 1958 — Лавина с гор — князь Наурбек
- 1959 — Золотой эшелон — генерал Жанен
- 1964 — Метель — Гаврила Гаврилович
- 1965 — Чинара на скале — Карпов
- 1966 — Сердце друга — генерал Белозёров, отец Анны
- 1968 — Щит и меч — пленный советский офицер

## Память
- С 1974 года одна из улиц Воронежа носит имя актёра.